# Giovanni Andrea Caligari
Giovanni Andrea Caligari (ur. 14 października 1527 w Brisighella, zm. 19 stycznia 1613 w Bertinoro) – włoski duchowny rzymskokatolicki, biskup, nuncjusz apostolski w Rzeczypospolitej Obojga Narodów w latach 1578–1581.

## Biografia
Giovanni Andrea Caligari urodził się w mieście Brisighella w regionie Emilia-Romania, w rodzinie Giuliano i Comelii zd. Gualamini 14 października 1527 roku. Studia odbył na Uniwersytecie w Bolonii, ukończone doktoratem w 1554 roku. W latach 1573–1578 był kolektorem świętopietrza w Królestwie Portugalii za panowania Sebastiana I Aviza. W 1578 roku mianowany nuncjuszem apostolskim na polskim dworze królewskim za Stefana Batorego. Jako nuncjusz wspierał wprowadzanie reform soboru trydenckiego i kontrreformacji. Wysuwał kandydaturę polskiego króla jako wodza przyszłej krucjaty przeciw Turkom osmańskim. Nominowany na biskupa diecezji Bertinoro w Italii 14 października 1579 roku przez papieża Grzegorza XIII, przyjął sakrę biskupią w katedrze św. Jana Chrzciciela w Warszawie z rąk prymasa Stanisława Karnkowskiego 10 stycznia 1580 roku. Współkonsekratorami byli biskupi Piotr Myszkowski oraz Piotr Kostka. 12 października 1584 został mianowany nuncjuszem przy dworze arcyksięcia Styrii i Karyntii Karola w Grazu, gdzie zajmował się szerzeniem kontrreformacji. W latach 1588–1593 Caligari pełnił urząd tajnego sekretarza kardynała sekretarza stanu Stolicy Apostolskiej. Zmarł w Bertinoro 19 stycznia 1613 roku.